# Øde Førslev Sogn
Øde Førslev Sogn 
ist eine Kirchspielsgemeinde (dän.: Sogn)
auf der Insel Sjælland im südlichen Dänemark.
Bis 1970 gehörte sie zur Harde Ringsted Herred im damaligen Sorø Amt, danach zur Haslev Kommune im Vestsjællands Amt, die im Zuge der  Kommunalreform zum 1. Januar 2007 in der Faxe Kommune in der Region Sjælland aufgegangen ist.
Im Kirchspiel leben 722 Einwohner (Stand: 1. Januar 2023).
Im Kirchspiel liegt die Kirche „Øde Førslev Kirke“.
Nachbargemeinden sind im Osten Terslev Sogn, im Südosten Haslev Sogn und im Süden Teestrup Sogn, ferner in der westlich gelegenen Næstved Kommune Aversi Sogn und in der nördlich gelegenen Ringsted Kommune im Nordwesten Sneslev Sogn und im Norden Ørslev Sogn.